# Oberea matangensis
Oberea matangensis là một loài bọ cánh cứng trong họ Cerambycidae.